# 1-ша ракетна дивізія (Україна)
1-ша ракетна дивізія (1 РД, в/ч А4577) — військове з'єднання ракетних військ у складі Сухопутних військ Збройних сил України, що існувало у 1997—2004 роках. Дивізія була підпорядкована безпосередньо Командуванню Сухопутних військ.

## Історія
28 жовтня 1997 року була сформована 1-ша ракетна дивізія на базі 19-ï Запорізької ракетної дивізії. 1-ша ракетна дивізія була створена у складі трьох ракетних бригад: 19-ï ракетної (сформована в 1997 р.), 107-ï ракетної та 199-ï ракетної. Кожна з бригад — двобатарейного штату, всього 36 СПУ 9П117М. Управління 1-ï дивізії спочатку дислокувалося у м. Вінниця, а згодом перемістилося до м. Хмельницький на територію 19-ï ракетної бригади. 
З грудня 1997 до грудня 1998 року дивізії була підпорядкована 109-та окрема гелікоптерна ескадрилья (в/ч 25930). 
У 1998 і 1999 роках відбулися два одиничні пуски ракет Р-17.
У 2004 р була розформована 199-та бригада, а 107-ма бригада стала полком і отримала на озброєння РСЗВ «Смерч». В тому ж році 1-ша ракетна дивізія припинила своє існування.

## Склад
Станом на 2001 рік:
- 19-та Запорізька Червонопрапорна орденів Суворова і Кутузова ракетна бригада (м. Хмельницький);
- 107-ма Ленінградська ракетна бригада (м. Кременчук, Полтавська область);
- 199-та гв. Дрезденська ордена Олександра Невського ракетна бригада (с. Дівички, Київська область);
- 25-й дивізіон бойового управління;
- 393-й рухомий командний пункт;
- 3568-ма пересувна ремонтно-технічна база, ПРТБ (в/ч А4009 Старокостянтинів, Хмельницька область);
- 68-й дивізіон забезпечення;
- 69-й окремий навчальний дивізіон.

## Озброєння
- 9К72 «Ельбрус» (SS-1c Scud B)